# 瓦沙雷基金会

瓦沙雷基金会（Fondation Vasarely）是法国普罗旺斯地区艾克斯的一个博物馆，收藏维克多·瓦沙雷的作品。

## 历史
瓦沙雷基金会由维克多·瓦沙雷创建于1966年，旨在宣传他的'艺术为所有人'和'明天之城'的思想。 该建筑于1973年开工建设，建筑师约翰·桑尼尔和多米尼克·朗塞雷实施瓦沙雷的设计，于1976年2月14日落成。